# Greccy arcymistrzowie szachowi
Lista greckich szachistów, posiadających tytuły arcymistrzów (GM) i arcymistrzyń (WGM), zarówno w grze klasycznej, korespondencyjnej, kompozycji szachowej, jak i w rozwiązywaniu zadań szachowych oraz tytuły arcymistrzów honorowych (HGM), przyznawanych za osiągnięcia w przeszłości. Obejmuje także zawodników, którzy barwy Grecję reprezentowali tylko w pewnym okresie swojego życia.

## Szachy klasyczne

### arcymistrzowie
| Zawodnicy                | Rok urodzenia | Rok śmierci | Rok nadania | Uwagi                      |
| ------------------------ | ------------- | ----------- | ----------- | -------------------------- |
| Dimitrios Anagnostopulos | 1970          |             | 1996        | wcześniej Anglia           |
| Christos Banikas         | 1978          |             | 2001        |                            |
| Stelios Chalkias         | 1980          |             | 2002        |                            |
| Efstratios Griwas        | 1966          |             | 1993        |                            |
| Spiridon Kapnisis        | 1981          |             | 2011        |                            |
| Wasilios Kotronias       | 1964          |             | 1990        | również reprezentant Cypru |
| Atanasios Mastrowasilis  | 1979          |             | 2005        |                            |
| Dimitrios Mastrowasilis  | 1983          |             | 2003        |                            |
| Igor Miladinović         | 1974          |             | 1993        | obecnie Serbia             |
| Joanis Nikolaidis        | 1971          |             | 1995        |                            |
| Janis Papadopulos        | 1988          |             | 2009        |                            |
| Joanis Papaioanu         | 1976          |             | 1998        |                            |
| Spiridon Skiembris       | 1958          |             | 1991        |                            |

### arcymistrzynie
| Zawodniczki       | Rok urodzenia | Rok śmierci | Rok nadania | Uwagi                                         |
| ----------------- | ------------- | ----------- | ----------- | --------------------------------------------- |
| Ana-Maria Botsari | 1972          |             | 1993        |                                               |
| Jelena Dembo      | 1983          |             | 2001        | pochodzenie rosyjskie, +mistrz międzynarodowy |
| Maria Kuwatsu     | 1979          |             | 2000        |                                               |
| Marina Makropulu  | 1960          |             | 1982        | pochodzenie rumuńskie                         |

## Szachy korespondencyjne

### arcymistrzowie
| Zawodnicy      | Rok urodzenia | Rok śmierci | Rok nadania | Uwagi |
| -------------- | ------------- | ----------- | ----------- | ----- |
| Jannis Serafim | ?             |             | 2007        |       |

## Kompozycja szachowa

### arcymistrzowie
| Zawodnicy    | Rok urodzenia | Rok śmierci | Rok nadania | Uwagi |
| ------------ | ------------- | ----------- | ----------- | ----- |
| Byron Zappas | 1927          | 2008        | 1993        |       |